# Konesī
Konesī (persiska: كنسی) är en ort i Iran.   Den ligger i provinsen Mazandaran, i den norra delen av landet, 120 km nordost om huvudstaden Teheran. Konesī ligger 133 meter över havet och antalet invånare är 874.
Terrängen runt Konesī är platt norrut, men söderut är den kuperad. Terrängen runt Konesī sluttar norrut.Runt Konesī är det ganska tätbefolkat, med 149 invånare per kvadratkilometer. Närmaste större samhälle är Āmol, 3,8 km norr om Konesī. I omgivningarna runt Konesī växer i huvudsak blandskog.